# Mister Olympia 1984
El Mister Olympia 1984 fue la 20.ª edición de la competición profesional de fisicoculturismo, organizada por la Federación Internacional de Fisicoculturismo.
Fue realizado en el Hulu Theater, en Nueva York, Estados Unidos. Volvió a celebrarse en América del Norte, después de su paso por Alemania y Reino Unido.

## Desarrollo
Para este Olympia se había aumentado el premio económico como parte de nuevos estándares. El dinero repartido a todos los 20 competidores que participaron fue de 100 000 dólares. Fue un torneo que reunió a culturistas antiguos como Chris Dickerson, Boyer Coe, Albert Beckles, Robby Robinson, entre otros, también de nuevos atletas como Tom Platz, Lee Haney, Samir Bannout, Jusup Wilkousz, Tony Pearson y demás.
El estadounidense Lee Haney figuraba como uno de los máximos atletas a vencer por su físico. Para ese entonces era conocido como un culturista en ascenso, lo que le llevó a demostrar su potencial como uno de los mejores del Olympia. Haney venía de perder el anterior torneo a manos del libanés Samir Bannout, sin embargo, demostró que podía competir ante atletas más experimentados. Haney se presentó en el Olympia 1984 con tan solo 24 años, un peso de 110 kg y con un físico que combinada tamaño y estética. Para muchos, fue un justo vencedor.
Mohamed Makkawy, quien terminó segundo en la anterior edición, también quedó relegado ante Haney.

## Ganador
Lee Haney fue el vencedor en este torneo. Sería el primer título de ocho que lograría ganar consecutivamente e imponer una nueva marca en la historia del Mister Olympia. El americano obtuvo un cheque por 50 000 dólares, una medalla y el trofeo en físico que lo acreditaba en ese momento como el mejor fisicoculturista del mundo. El egipcio Mohamed Makkawy terminó en la segunda posición, seguido del alemán Jusup Wilkosz.
| Posición | Premio   | Culturista      |
| -------- | -------- | --------------- |
| 1        | $ 50 000 | Lee Haney       |
| 2        | $ 25 000 | Mohamed Makkawy |
| 3        | $ 10 000 | Jusup Wilkosz   |
| 4        | $ 6000   | Albert Beckles  |
| 5        | $ 4000   | Roy Callender   |